# 2-8-8-8-2

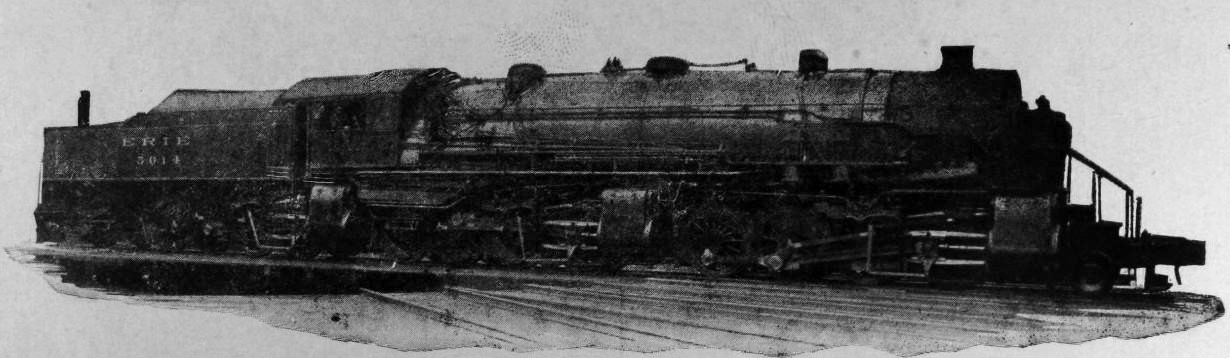
La Matt H. Shay

Bajo la notación Whyte para clasificar las locomotoras de vapor, una 2-8-8-8-2 tenía dos ruedas de guía, tres juegos de ocho ruedas tractoras, y dos ruedas traseras. Debido a su longitud, estas máquinas son articuladas. No eran más largas que una articulada normal, ya que el tercer juego de ruedas motrices estaba ubicado debajo del ténder. Todos los ejemplares producidos eran del tipo Mallet.
Otras clasificaciones equivalentes son:
- clasificación UIC: 1-D-D-D-1 (también conocida como clasificación alemana y clasificación italiana)
- clasificación AAR: 1-D-D-D-1
- clasificación francesa: 140+040+041
- clasificación turca: 45+44+45
- clasificación suiza: 4/5+4/4+4/5

La clasificación UIC es redefinida como (1'D)D(D1') para estas Triplex.
Baldwin construyó los únicos tres ejemplares de este tipo para el Erie Railroad entre 1914 y 1916. La primera fue llamada Matt H. Shay, en honor de un apreciado empleado del ferrocarril. Las tres, así como también la única 2-8-8-8-4 y varias locomotoras eléctricas del Virginian Railway, compartían el apodo de "Triplex" debido a sus tres juegos de ruedas motrices (comparar con las Duplex, las cuales tenían dos juegos.)

## Información general de la ingeniería Triplex
El propósito de las Triplex era el de locomotora auxiliar (gran fuerza de tracción, baja velocidad, distancias cortas).
El juego de cilindros centrales recibía vapor a alta presión. El escape de estos cilindros alimentaba los otros dos juegos de cilindros, los cuales poseían válvulas para baja presión. El juego de cilindros delanteros descargaba en la caja de humos y el trasero descargaba en el alimentador de agua del ténder y luego a la atmósfera a través de una larga cañería, la cual puede verse en la foto. Debido a que solo la mitad del vapor de escape era descargado a través de la caja de humos, la ventilación del hogar (y por lo tanto el calor de la caldera) era pobre. A pesar de que la caldera era grande (siguiendo la práctica contemporánea de dos y cuatro cilindros), seis grandes cilindros demandaban más vapor del que podía suministrar.
Con los seis cilindros trabajando a su presión máxima (la cual no podía mantenerse por mucho tiempo), las Triplex producían una enorme fuerza de tracción (FT), que pudo haber sido mayor a cualquier locomotora de vapor de la época o posterior. (Westing da una cifra de 72.640 kgf (710 kN) en modo compuesto y parece indicar que era la mayor FT de cualquier locomotora de su época. Ver el artículo fuerza de tracción para otras FT.) Las Triplex también pueden considerarse las más grandes locomotoras tanque jamás construidas debido a que el ténder tenía ruedas motrices y por lo tanto contribuía con la tracción. El problema de la adherencia variable del ténder no era serio, debido a que las locomotoras auxiliares tenían oportunidad de cargar agua y combustible frecuentemente.
Estas máquinas (Erie Clase P-1) pesaban 387.000 kg (locomotora y ténder), y trabajaban con una presión de 14,7 bares. Los cilindros tenían un diámetro de 914 mm y una carrera de 812 mm.

## Modelos
Las Triplex han sido producidas en escala HO y O por Trenes Eléctricos MTH y cuestan entre u$s400–500 (HO) o alrededor de u$s1.400-1.500 (O). Vienen en esquemas de colores del Virginian Railway y del Erie Railroad, a pesar de que el Virginian Railway nunca tuvo una 2-8-8-8-2, solo tuvo la única 2-8-8-8-4, haciendo que el modelo con el esquema del Virginian Railway sea falso.

### Fuente
- Esta obra contiene una traducción  derivada de «2-8-8-8-2» de Wikipedia en inglés, publicada por sus editores bajo la Licencia de documentación libre de GNU y la Licencia Creative Commons Atribución-CompartirIgual 4.0 Internacional.